# Metamorphosis (film, 1975)
Pour les articles homonymes, voir Metamorphosis.
Pour plus de détails, voir Fiche technique et Distribution.
Metamorphosis est un film canadien réalisé par Barry Greenwald, sorti en 1975.

## Synopsis
Un homme anticonformiste prend un ascenseur pour s'évader de son quotidien.

## Fiche technique
- Titre : Metamorphosis
- Réalisation : Barry Greenwald
- Scénario : Barry Greenwald
- Photographie : John Westheuser
- Montage : Barry Greenwald, Kathryn Badger et Jerry Greenwald
- Production : Barry Greenwald
- Société de production : Barry Greenwald Inc.
- Pays :  Canada
- Genre : Comédie
- Durée : 11 minutes
- Dates de sortie : 
  -  Canada : 26 septembre 1975 (Montréal)

## Distribution
- Bob Green
- Ali Kubik
- Albert Williams

## Distinctions
Le film a reçu la Palme d'or du court métrage lors du Festival de Cannes 1976.